# Ona Munson
Ona Munson, właściwie Owena Wolcott (ur. 16 czerwca 1903 w Portlandzie w stanie Oregon, zm. 11 lutego 1955 w Nowym Jorku) – amerykańska aktorka, występowała w roli Belle Watling w filmie Przeminęło z wiatrem.

## Życie prywatne
Wychodziła za mąż trzy razy, za aktora i reżysera Edwarda Buzzella w 1927, za Stewarta McDonalda w 1941 i projektanta Eugene Bermana w 1949.
W 1955, mając prawie 52 lata, nękana przez zły stan zdrowia, popełniła samobójstwo. Przedawkowała barbiturany będąc w swoim mieszkaniu w Nowym Jorku. Obok jej łóżka znaleziono jej notatkę: „To jedyny sposób bym była znowu wolna... Proszę nie podążajcie za mną”.

## Filmografia
- 1928 – The Head of the Family
- 1930 – Going Wild  jako Ruth Howard
- 1931 – The Hot Heiress  jako Juliette Hunter
- 1931 – Broadminded  jako Constance Palmer
- 1931 – Ostatnie wydanie jako Kitty Carmody
- 1938 – His Exciting Night  jako Anne Baker
- 1938 – Dramatic School  jako Studentka
- 1939 – Scandal Sheet  jako Kitty Mulhane
- 1939 – Legion of Lost Flyers  jako Martha Wilson
- 1939 –  Przeminęło z wiatrem  jako Belle Watling
- 1939 – The Big Guy  jako Mary Whitlock
- 1940 – Wagons Westward  jako Julie O'Conover
- 1941 – Dama z Luizjany  jako Julie Mirbeau
- 1941 – Wild Geese Calling  jako Clarabella
- 1941 – The Shanghai Gesture  jako 'Matka' Gin Sling
- 1942 – Drums of the Congo  jako dr Ann Montgomery
- 1943 – Idaho  jako Belle Bonner
- 1945 – The Cheaters  jako Florie Watson
- 1945 – Dakota  jako 'Jersey' Thomas
- 1945 – Czerwony dom  jako pani Storm